# Удмуртское имя
Удму́ртское и́мя (удм. Удмурт нимъёс) — национальная модель антропонимии у удмуртов — финно-угорского народа уральской языковой семьи.
В настоящее время удмурты используют в основном русские христианские имена, переиначивая их произношение по правилам своего языка. Ударение при этом почти всегда ставится на последний слог, вне зависимости от того, где оно стояло в исходном имени. В официальных документах, однако, используются русские «прообразы».
Кроме того, продолжают использоваться и дохристианские имена, зачастую обозначающие на удмуртском языке животных и птиц (например, Атас — «петух», Балян — «рысь», Гондыр — «медведь», Койык — «лось», Пислэг — «синица», Сяла — «рябчик», Туливить — «кулик», Чучыбей — «лазоревка», Юбер — «дрозд-рябинник», Шырчик — «скворец», Паля — «ягнёнок», Тутыгыш — «павлин», Какся — «цапля», Дыдык — «голубь», Сэдык — «пигалица», Ӝакы — «сойка», Куажы — «коростель», «дергач», Кайсы — «клёст»).

## Исконные имена
Мужские имена: Дзянкей, Камай, Курбанай, Апас, Есекей, Едей, Будя, Бекельдей, Тукташ, Дзюйка, (И)Зянхват, Бегеней, Кузёбай, Келдык, Туктар, Падек, Паво, Оёй, Зяндерыш, Датугым, Бекта, Дзямемет, Абыл, Абей, Агым, Адай, Аданаш, Адыр, Азиян, Азмак, Азьмакет, Айсулы, Айтэмыш, Aкбай, Акзян, Акки, Акман, Акмая, Аксабей, Аксябей, Акчубей, Ядыгар, Яги, Язбике, Янчабей, Ярхей, Яркипей, Кайсы, Сезяй, Сяськан, Сяськабей, Кокон, Койык, Сэдык, Донды, Юбер, Эрик, Даур.
Женские имена: Чима, Сетым, Дзусван, Узан, Зянсула, Шады, Бисултан, Нылка, Бегичань, Алмас, Ӵана, Италмас, Эвика, Чачабей, Зара, Лымаш, Зангари, Инву, Айно.

## Вариации русских христианских имён

### Женские имена
- Авдотья — Одоттья, Одоть
- Аграфена — Гуринка, Руфа, Оги
- Аксинья — Оскиннья, Оксинь
- Акулина — Окыль, Окыльна
- Александра — Сандӥ, Сандра, Саня, Сандыр
- Анастасия — Насьта, Насьток
- Анисия — Онись, Онисся
- Анна — Аннок, Аннӥ
- Афанасия — Опочь
- Валентина — Валя, Валька
- Галина — Гала, Галя
- Домна — Доми
- Евгения — Жени, Женя
- Евдокия — Одока, Дуня, Одок
- Екатерина — Катя, Катьырна, Катяр
- Елена — Лена, Ленка
- Зинаида — Зина, Ӟиной, Ӟина
- Зоя — Зоя, Зойка
- Ирина — Орина, Оринка, Орин
- Ксения — Очинь
- Лидия — Лидёк
- Мария — Маня, Марья, Маша
- Матрёна — Матӥ, Матрон
- Марфа — Марпа, Марпок
- Наталья — Натӥ, Наталля, Наталь
- Надежда — Нади
- Оксана — Окси, Оксиннья, Оксинь
- Ольга — Олька, Оля
- Пелагея — Паладдя, Паладь, Палаг
- Татьяна — Такъян, Такъянай
- Ульяна — Уляна, Уля, Улян
- Устинья — Устиня
- Федора — Педора
- Фёкла — Пекла

### Мужские имена
- Аверьян — Оверъян
- Адольф — Одольф
- Александр — Сандыр, Сашка, Сашик, Санко, Олексан, Очан
- Алексей — Очей, Олёш, Лепщей, Олексей
- Андрей — Ондӥ, Ондриян, Ондрей
- Анисим — Онсин, Оксинь
- Антон — Онтон
- Аркадий — Аркаш
- Артем — Оркемей, Эркемей
- Афанасий — Офонька, Офоня, Офонь, Опоч
- Валерий — Валера, Валер
- Валентин — Валей
- Василий — Вася, Васьлей, Васька
- Вениамин — Венька, Веня
- Виктор — Витя, Виктор
- Владимир — Лади, Вова, Вовик, Ладьмер
- Геннадий — Геня, Генко, Гендос
- Георгий — Ёрги
- Григорий — Гриша, Гирыш, Гири, Гирей
- Денис — Генис
- Дмитрий — Дима, Митрей
- Евгений — Женя
- Егор — Лёгор, Лёгорко, Ёгор
- Еким — Леким
- Емеля — Омель
- Емельян — Омеллян
- Ермил — Ерми
- Ермолай — Ярмалай
- Захар — Закар
- Иван — Иви, Ванька, Ванюшка
- Илья — Илля, Иллюк
- Иосиф — Осип
- Иуда — Юдай
- Кирилл — Кирло, Кири
- Кондратий — Конда, Гонда(?)
- Константин — Косьтэй, Костья
- Лаврентий — Лефыр, Лавыр
- Леонид — Лёня, Лёнька
- Максим — Маки
- Митрофан — Митрок
- Михаил — Михайло (Микайло), Миша, Микаль
- Николай — Коля, Миколай, Микаля, Микол
- Никита — Микта
- Никифор — Миквор
- Павел — Павол
- Панфил — Пани
- Парамон — Парам
- Пётр — Петыр, Петька
- Рафаил — Рафа
- Семён — Семи, Семон
- Сергей — Серга, Сергей
- Степан — Исьтопка, Исьток, Исьтепан, Тёпан
- Трофим — Трошка
- Фёдор — Педор, Педя
- Федот — Педот
- Филипп — Пилип
- Фома — Пома
- Яков — Яша, Яко